# Nowy Dwór (wieś w województwie łódzkim)

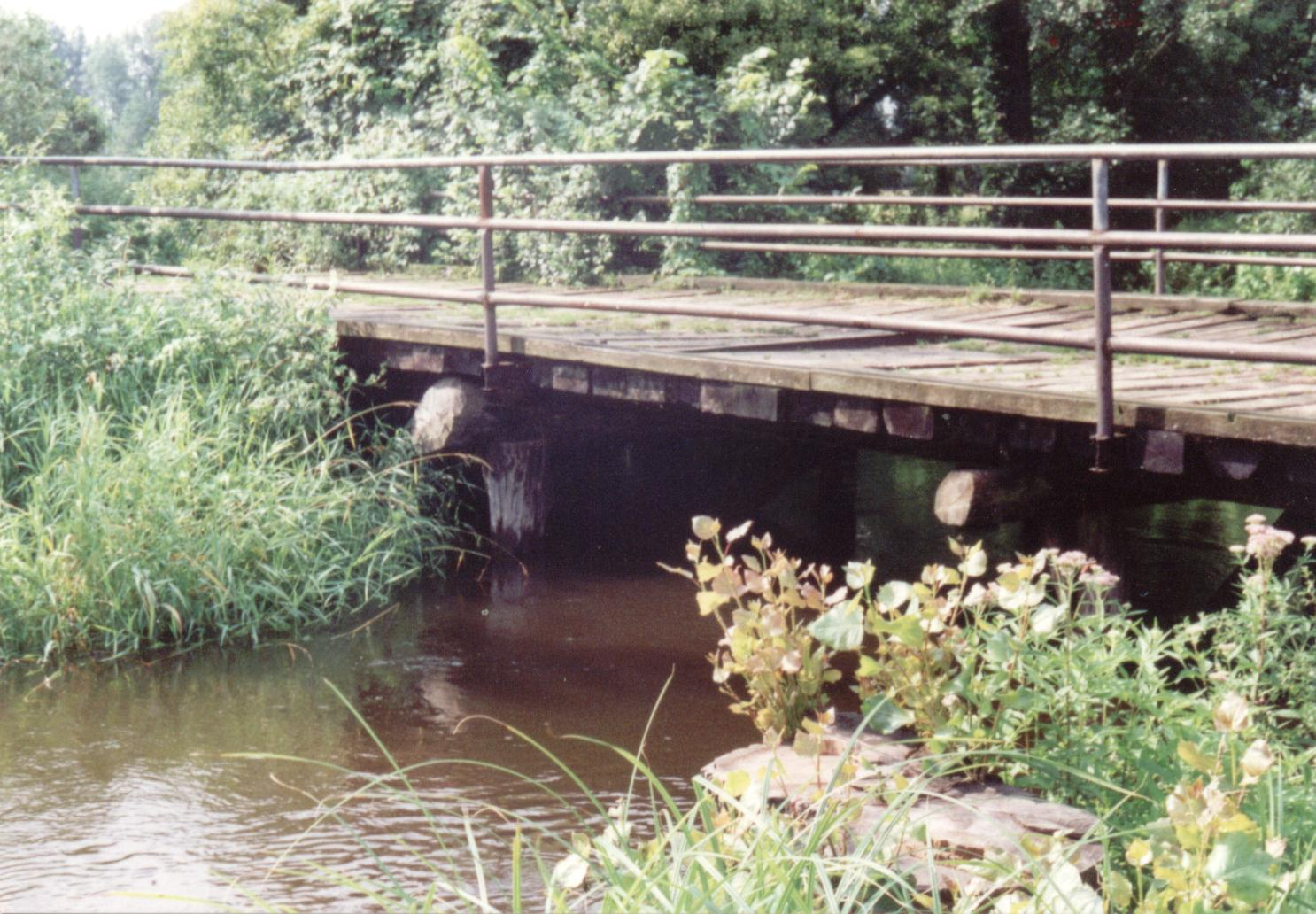
Most nad przepływająca przez Nowy Dwór rzeką Rawką

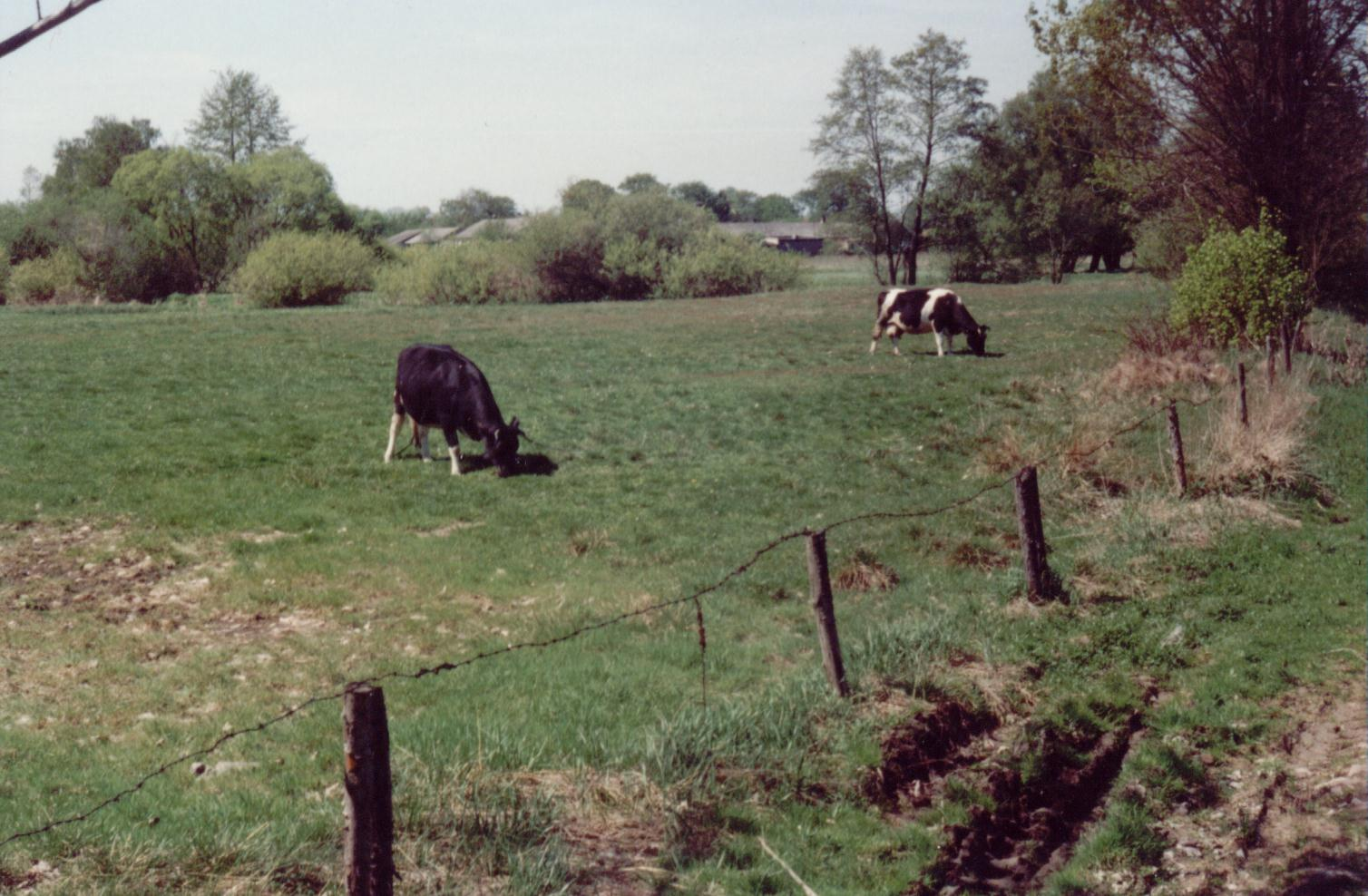
Łąki w pobliżu wsi

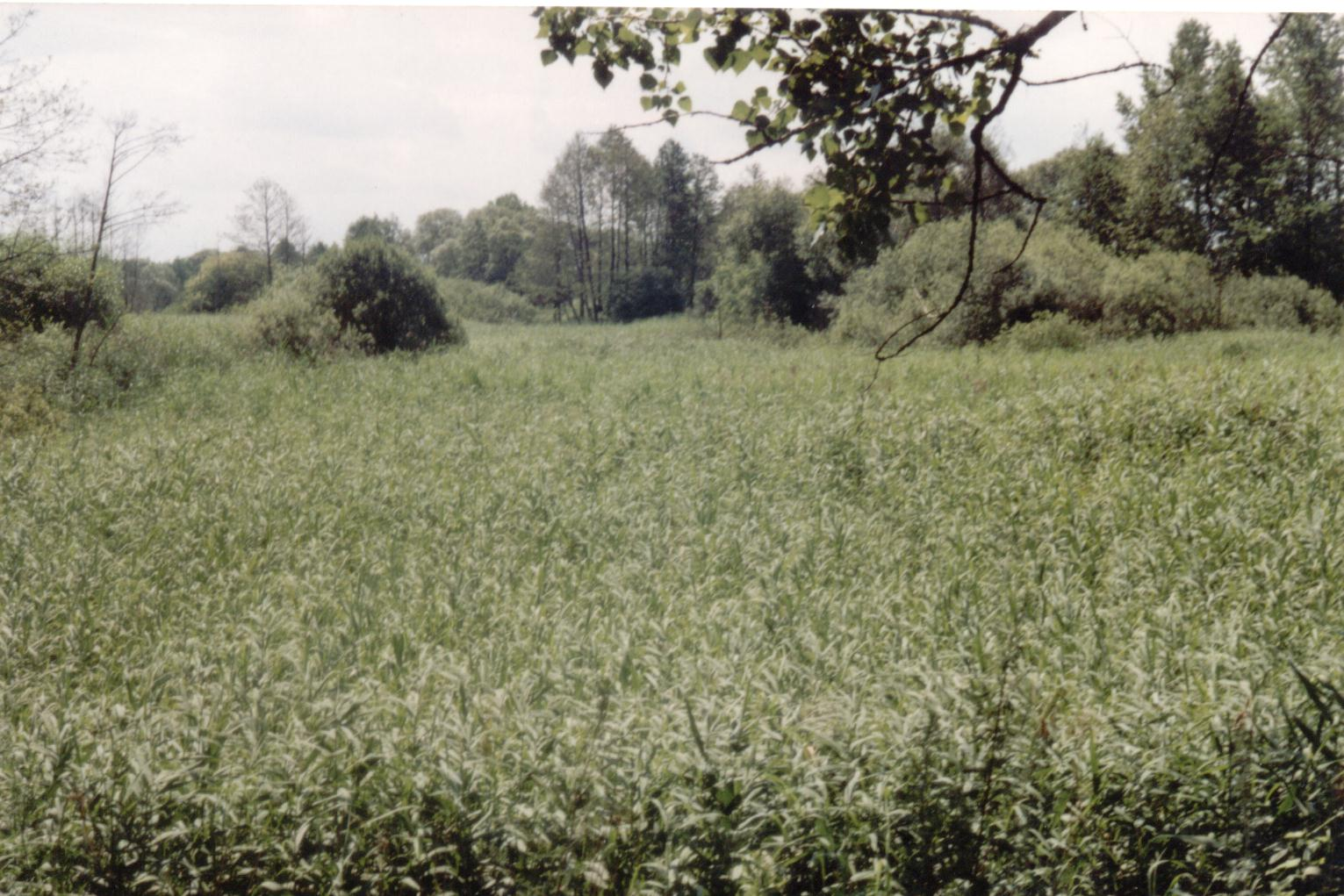
Niewielkie bagna położone pomiędzy Nowym Dworem a Raduczem, w miejscu dawnych stawów hodowlanych, należących do właściciela majątku Nowy Dwór

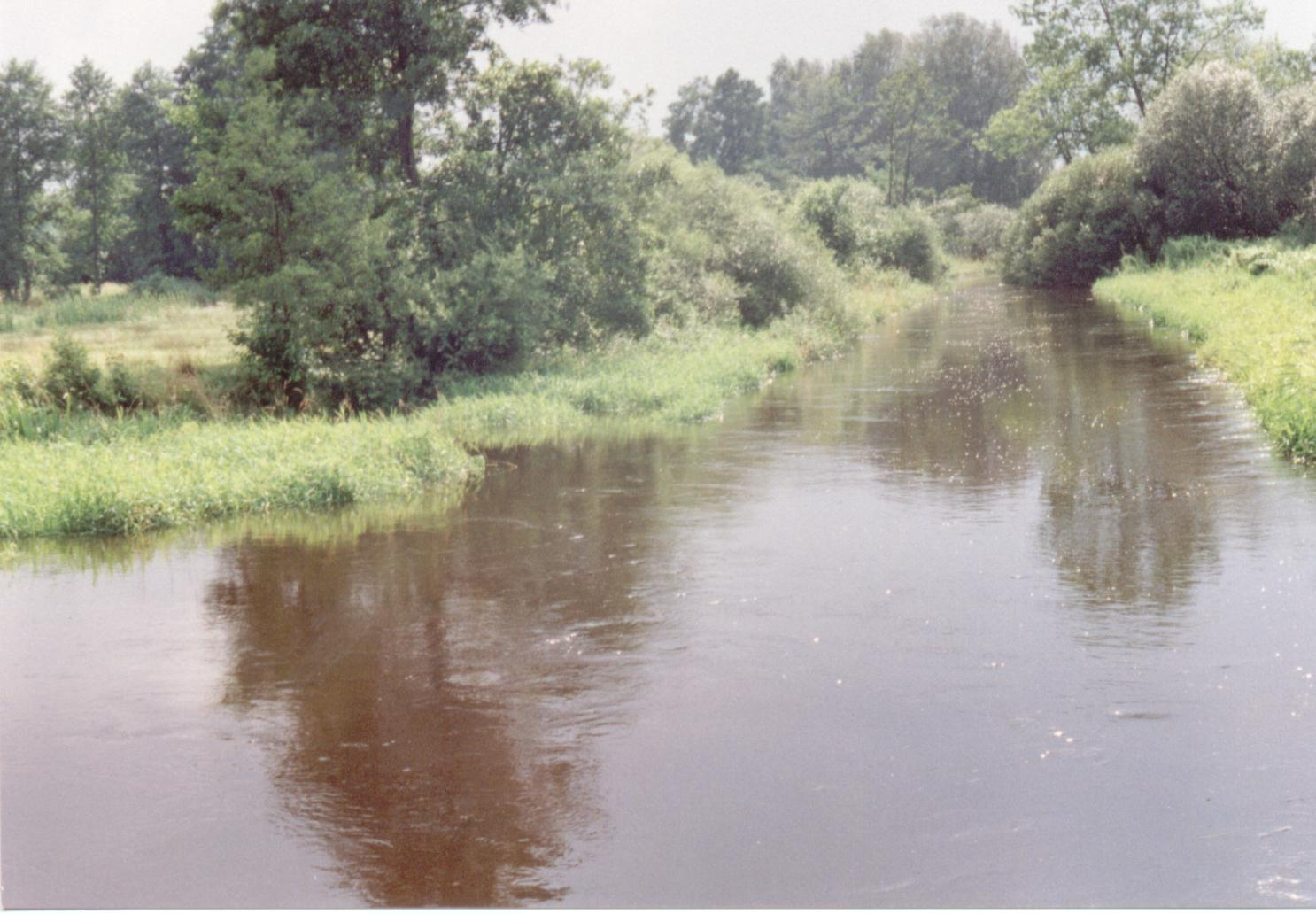
Rawka w Nowym Dworze

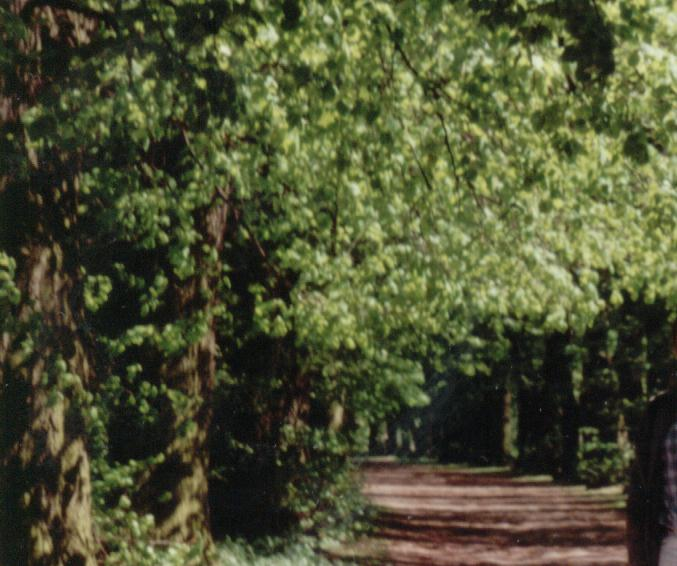
Aleja parkowa w Nowym Dworze

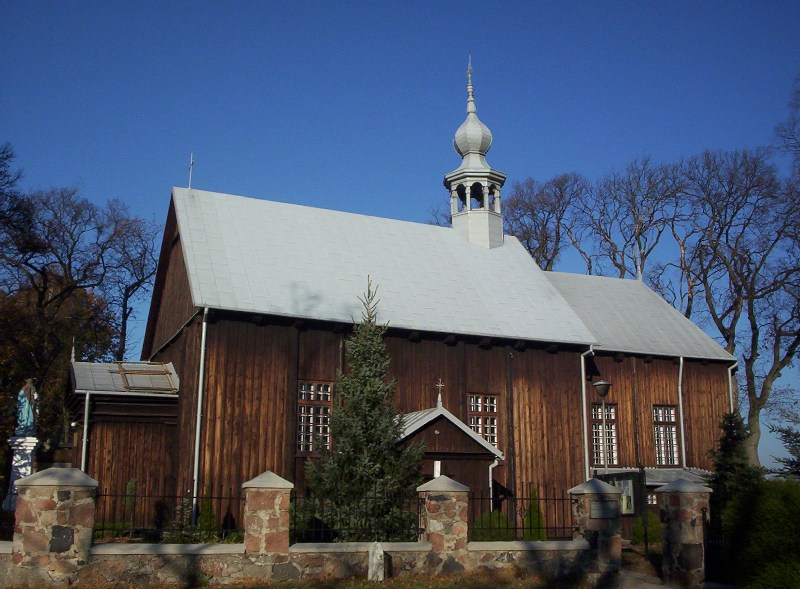
Kościół w oddalonej o ok. 2 km. Starej Rawie – parafialna świątynia mieszkańców Nowego Dworu

Nowy Dwór – wieś w Polsce położona w województwie łódzkim, w powiecie skierniewickim, w gminie Nowy Kawęczyn.

## Położenie
Nowy Dwór leży na Równinie Łowicko-Błońskiej w północno-wschodniej części województwa łódzkiego, nad rzeką Rawką. Osada znajduje się w odległości ok. 70 km na południowy zachód od Warszawy; odległość od stolicy województwa – Łodzi także wynosi około 70 km.
Siedziba władz powiatu – Skierniewice leżą ok. 15 km na północny zachód od wsi, zaś siedziba gminy Nowy Kawęczyn znajduje się w odległości 3 km.
Wieś, w postaci pojedynczych zabudowań, zaczyna się tuż przy drodze wojewódzkiej nr 707 Skierniewice – Rawa Mazowiecka, aczkolwiek zdecydowana większość budynków znajduje się ok. 1–2 km na wschód od tej trasy.

## Opis miejscowości
Nowy Dwór stanowi największą osadę gminy Nowy Kawęczyn, a o tym, że to nie on jest siedzibą władz przesądziło centralne położenie Nowego Kawęczyna na terenie gminy.
Wieś rozciągnięta jest na sporym obszarze i składa się z kilku części; główna, zamieszkana przez większość mieszkańców jest typową ulicówką z jednorodzinnymi, parterowymi zabudowaniami po obu stronach drogi. Ponadto w pobliżu zabudowań dworskich znajduje się kilka piętrowych domów wielorodzinnych. Trzecią częścią wsi są bloki wielorodzinne należące do Kwiaciarskiego Zakładu Doświadczalnego Instytutu Sadownictwa i Kwiaciarstwa. W pewnym oddaleniu od głównej osady istnieje także czwarta część wsi, wyodrębniana niekiedy jako osobna miejscowość (od niedawna posiadająca własnego sołtysa) – Nowy Dwór-Parcela, powstała na dawnych gruntach należących do dworu. Znajduje się tam kilkanaście domów stojących w zabudowie rozproszonej. Dodatkowo wzdłuż szosy do Dukaczewa stoi kilka domów, również wchodzących w skład Nowego Dworu.
Nowy Dwór jest typową wsią rolniczą; na jej terenie znajduje się szkoła podstawowa, kilka sklepów oraz Kwiaciarski Zakład Doświadczalny Instytutu Sadownictwa i Kwiaciarstwa Nowy Dwór Sp. z o.o. (wraz z punktem sprzedaży). W osadzie znajdują się dwa przystanki PKS, co zapewnia dość dobrą komunikację z innymi miejscowościami, zwłaszcza Skierniewicami i Rawą Mazowiecką.

## Okolica
Okolicę Nowego Dworu stanowią głównie pola uprawne. Po obu stronach przepływającej przez wieś rzeki Rawki znajdują się szerokie na kilkadziesiąt metrów pasy łąk. Tuż za rzeką, w miejscu dawnych stawów dworskich zlokalizowane są niewielkie bagna, natomiast kilkaset metrów za wsią zaczyna się obszar dawnego poligonu w Raduczu. Obszar ten, niegdyś porośnięty przez trawy, krzewinki i porosty obecnie w szybkim tempie zarasta młodym brzozowo-sosnowym lasem. Poza tym terenem w pobliżu Nowego Dworu brak jest większych obszarów leśnych.

## Historia
Nowy Dwór to niegdysiejsza rezydencja myśliwska książąt mazowieckich, w późniejszym czasie również królów polskich. W 1440 roku zmarł tutaj jeden z władców Mazowsza – książę rawski, gostyński i sochaczewski. Także w okresie późniejszym Nowy Dwór był jedną z ważniejszych miejscowości w ówczesnym województwie rawskim. W XVII i XVIII w. utracił na znaczeniu.
W końcu XVIII i na początku XIX stulecia majątek Nowy Dwór, należący do rodziny Puławskich obejmował Nowy Dwór oraz Starą Rawę i Helenków. Na nowodworskie dobra składało się około 4100 mórg (tj. ok. 2300 ha) oraz gorzelnia, cegielnia, młyn wodny i tartak. W latach następnych Nowy Dwór przeszedł w ręce rodu Okęckich i pozostawał w jej posiadaniu aż do końca II wojny światowej. Po wojnie ziemie należące do majątku zostały znacjonalizowane i w ramach reformy rolnej rozdzielone pomiędzy małorolnych i bezrolnych chłopów z okolicy. Na części tego obszaru obecnie istnieje założona po wojnie osada Nowy Dwór-Parcela.
W latach 1975–1998 miejscowość położona była w województwie skierniewickim.

## Atrakcje
Okolice Nowego Dworu nadają się głównie do czynnego i biernego wypoczynku na świeżym powietrzu. Znajdują się tutaj łąki i pola, a w niewielkiej odległości od osady także niewielkie kompleksy leśne.
 Przepływająca przez wieś rzeka Rawka stanowi miejsce kąpieli i wędkowania. Rzeka ta stanowi rezerwat przyrody. We wsi, zwłaszcza w okresie letnim, regularnie odbywają się dyskoteki, znajduje się tutaj też lokal gastronomiczny o charakterze zbliżonym do pubu.

## Zabytki
W Nowy Dworze znajduje się zespół dworski z pierwszej połowy XX wieku. Zespół ten wpisany został na listę zabytków. Składa się on z dworu oraz kilku budynków gospodarczych, m.in. pralni, kurnika i budynku gospodarczego. Do dworu prowadzi lipowa aleja, także zabytkowa. Całość otoczona jest przez park.
Obecnie wszystkie te obiekty stanowią własność prywatną, są ogrodzone i nie są dostępne dla zwiedzających. 

### Dwór
Obecnie istniejący budynek dworu powstał w latach 20. XX wieku; został on zbudowany przez ówczesnego właściciela majątku Nowy Dwór po tym, jak wycofujące się w 1918 r. wojska niemieckie spaliły pochodzący z połowy XIX stulecia drewniany dwór. Nowy budynek dworu zbudowano z cegły w typowym polskim stylu dworskim, a jego dach mansardowy pokryty jest dachówką,
Po II wojnie światowej i nacjonalizacji majątku Nowy Dwór w budynku dawnego dworu utworzono szkołę. W latach 70., po zbudowaniu nowego budynku szkoły dwór został przekazany Kwiaciarskiemu Zakładowi Doświadczalnemu. W końcu XX wieku obiekt ten sprywatyzowano. Obecnie w dworku mieści się prywatna klinika, zajmująca się rehabilitacją osób z chorobami kręgosłupa.

### Zespół dworski
W skład zespołu dworskiego w Nowym Dworze oprócz samego dworu wchodzi też pewna liczba budynków związanych z prowadzeniem majątku ziemskiego. Pochodzą one z początku XX i w większość wpisane są na listę zabytków. Na zespół zabudowań dworskich składają się:
- budynek dawnej pralni, wzniesiony na planie litery L
- wielokondygnacyjny spichlerz
- murowana obora
- budynki gospodarcze (służące niegdyś do przechowywania maszyn rolniczych oraz jako warsztaty)
- dawna lodownia
- murowane kurniki
- pomieszczenie rymarza
- budynek dla służby
- dwie murowane bramy
- park dworski

### Park
Otaczający dwór park został dość znacznie zmieniony w stosunku do stanu pierwotnego. Rosną w nim m.in. pochodzące z początku XIX wieku drzewa liściaste: lipy, kasztanowce, jesiony, klony i wiązy. Poza tym znajdują się tutaj drzewa liściaste i świerki posadzone w latach 20. i 30. w ramach szerszego projektu rozbudowy parku. Jednak większość roślin parku stanowią nasadzenia powojenne i samosiewy (głównie topole, lipy i wiązy), które zastąpiły rośliny zniszczone w czasie II wojny.
Do dworu prowadzi zabytkowa, około dwustuletnia lipowa aleja. Jej przedłużenie stanowi także uznana za pomnik przyrody aleja ciągnąca się na długości ok. 1,3 km od obszaru parku dworskiego, wzdłuż szosy prowadzącej do drogi Skierniewice – Rawa Mazowiecka.

## Parafialna przynależność miejscowości
Pod względem podziału administracyjnego Kościoła katolickiego Nowy Dwór wchodzi w skład parafii pw. św. Apostołów Szymona i św. Judy Tadeusza w Starej Rawie, gdzie znajduje się zabytkowy, drewniany kościół parafialny z 1731 r.